# Stereopony
Stereopony  (ステレオポニー Sutereoponī?), là một ban nhạc pop rock thành lập tại Okinawa, Nhật Bản vào năm 2007 và giải thể vào năm 2012. Ban nhạc gồm có ba cô gái bao gồm Aimi Haraguni (hát chính và guitar), Nohana Kitajima (Guitar Báss) và Shiho Yamanoha (trống). Ban nhạc ký hợp đồng với hãng thu âm Sony Records. Trong suốt sự nghiệp, họ đã ra mắt 11 đĩa đơn và 3 album phòng thu.

## Thành viên
Aimi Haraguni (原国 愛海 Haraguni Aimi?)
- Sinh: Ngày 9 tháng 4 năm 1990
- Nguyên quán: Naha, Okinawa, Nhật Bản
- Guitar: Fender 60's Telecaster Candy Apple Red

Nohana Kitajima (北島乃花 Kitajima Nohana?)
- Sinh: Ngày 16 tháng 9 năm 1989
- Nguyên quán: Shimabara, Nagasaki, Nhật Bản
- Guitar: Fender Deluxe Active P Bass Black

Shiho Yamanoha (山入端 志帆 Yamanoha Shiho?)
- Sinh: Ngày 18 tháng 10 năm 1990
- Nguyên quán: Nago, Okinawa, Nhật Bản

## Lịch sử

### 2007 - 2010
Trước khi được ra mắt chính thức, ban nhạc mang cái tên Mĩx Bõx, bằng cái tên này, cả ba cô gái đã dành giải thưởng lớn tại Liên hoan Âm nhạc Thanh Niên năm 2007. Sau đó, ban nhạc đổi tên thành STEREOPONY và tham gia Okinawa Soundstage năm 2008 với bài hát "Sayonara no Kisetsu" (さよなら の 季節?)" - đúng lý ra bài hát sẽ trở thành đĩa đơn đầu tiên của họ và sẽ được phát hành vào ngày 24/9/2008 nhưng sau cùng lại bị hủy bỏ. Ban nhạc nhận được cơ hội đầu tiên khi được mời tham gia chương trình J-Rock trên radio "School òf Lock".
Ban nhạc được ra mắt chính thức vào tháng 6/2008, bài hát "Hitohira no Hânabira" được chọn làm bài hát chủ đề thứ 17 của anime Bleach. Đĩa đơn được phát hành vào ngày 5/11/2008, xếp thứ 25 trên bảng xếp hạng Ỏricon hàng tuần cũng như giành vị trí thứ hai trong cuộc thi Newcomer Rocochoku trong cùng tháng. Đĩa đơn thứ hai "Namida no Mukou" phát hành vào ngày 11/2/2009, trở thành bài hát chủ đề thứ hai của Gundam 00 season 2. Đĩa đơn thứ ba "I Do It" có sự tham gia của Yui, một ca sĩ cùng thuộc Sony Músic, nhà sản xuất Hisashi Kondo của Yui sản xuất và đạo diễn. Đĩa đơn được ra mắt ngày 22/4/2009.